# Jämtland (hạt)
Hạt Jämtland (Jämtlands län) là một hạt hay län ở miền trung Thụy Điển, bao gồm các tỉnh Jämtland và Härjedalen, cùng với một phần nhỏ của Hälsingland và Ångermanland, cũng như hai dải đất không có dân sinh sống Lapland và Dalarna. Hạt Jämtland chiếm 12% diện tích Thụy Điển, với 49.443 km2, là hạt rộng thứ 3 tại Thụy Điển. Thủ phủ là Östersund. Hạt Jämtland giáp các hạt Dalarna, Gävleborg, Västernorrland, và Västerbotten. Hạt này cũng giáp với các hạt của Na Uy Nord-Trøndelag và Sør-Trøndelag.
Hạt này được lập năm 1810.
Hạt Jämtland có dân cư thưa thớt với hơn 1/3 dân số sống ở nông thôn, là vùng nông thôn lớn thứ nhì ở Thụy Điển, sau hạt Gotland.

## Các đô thị
- Berg
- Bräcke
- Härjedalen
- Krokom
- Ragunda
- Strömsund
- Åre
- Östersund